# Estniska kavalleriregementet
Estniska kavalleriregementet var ett värvat kavalleriregemente inom svenska armén som verkade åren 1679–1710. Förbandet var förlagt i Riga, Narva.

## Historia
Estniska kavalleriregementet bildades som ett värvat regemente i Estland. Regementet har sitt ursprung i Wellingks värvade kavalleriregemente, Taubes Estländska dragonregemente och Skantzenstiernas Ingermanländska lantdragoner, uppsatta 1675-76. År 1679 slogs dessa regementen samman till von der Pahlens Estländska kavalleriregemente, även kallat Unga Drottningens Livregemente till häst. År 1708 deltog Estniska kavalleriregementet i Lybeckers anfall mot Ingermanland. Åren 1709–1710 fanns regementet i Reval och gick i fångenskap där då staden föll 1710.

## Förbandschefer
- 1697–1700: Magnus Johan von Tiesenhausen
- 1700–1710: Hans Henrik von Tiesenhausen